# Турецкая молодёжная ассоциация
Турецкая молодёжная ассоциация (тур. Türkiye Gençlik Birliği, TGB) ― турецкая левая националистическая, кемалистская революционная молодежная организация, тесно связанная с Партией родины. Основанная 19 мая 2006 года, она объединяет в себе 65 студенческих клубов и обществ из более чем 40 турецких университетов.
ТГБ выступает против членства Турции в Европейском Союзе и любого сотрудничества с тем, что он называет «американским империализмом». Объединение организовало массовые акции протеста против правления Партии справедливости и развития.

## История
В 2011 году члены ТГБ надели белый мешок на голову моряку ВМС США в Бодруме. В 2013 году протестная акция прошла в Искендеруне. Молодые люди скандировали: «Мы не позволяем Турции стать центром атаки на Ближний Восток».
12 ноября 2014 года члены ТГБ протестовали против моряков ВМС США, которые приплыли на USS Ross (DDG-71) в Стамбул и говорили им по-английски: «вы ― моряки флота США и поэтому убийцы, убирайтесь долой с нашей земли». Они также скандировали «янки, идите домой», напали на трёх моряков и преследовали их, когда они пытались скрыться от них. Инцидент был записан на видео. ТГБ опубликовало заявление, в котором говорилось: «мешки, которые мы надеваем на американских солдат, ― это месть за народы Палестины и Сирии». Позднее турецкая полиция арестовала 12 членов ТГБ, которым в декабре было предъявлено обвинение в нападении. Председатель стамбульского отделения ТГБ Угур Айтач так прокомментировал инцидент: «горд тем, что меня задержали за это».

## Протесты перед ресторанами McDonald’s
В 2008 году молодёжная группа провела акции в поддержку Палестины перед ресторанами McDonald’s.
ТГБ открыл культурные центры Аттилы Ильхана в нескольких городах для пропаганды своих ценностей среди молодежи, в частности, в Анкаре, Стамбуле, Измире, Эскишехире, Афьоне, Бурсе, Диярбакыре, Эскишехире, Сивасе, Мугле, Мерсине, Трабзоне, Эрзуруме, Хатае и Денизли.